# CD+DVD Loose Deluxe Edition
CD+DVD Loose Deluxe Edition är en större version av Nelly Furtados album Loose. Den släpptes på julafton 2007.

## CD
1. "Afraid" featuring Attitude – 3:35
2. "Maneater" – 4:18
3. "Promiscuous" featuring Timbaland – 4:02
4. "Glow" – 4:02
5. "Showtime" – 4:04
6. "No Hay Igual"– 3:35
7. "Te Busqué" featuring Juanes – 3:38
8. "Say It Right" – 3:43
9. "Do It" – 3:41
10. "In God's Hands" – 4:12
11. "Wait for You" (Extended Mix) – 7:22
12. "All Good Things (Come To An End)" – 5:11
13. "Give It To Me" (featuring Timbaland & Justin Timberlake)
14. "What I Wanted" – 4:37
15. "Let My Hair Down" – 3:38
16. "Runaway" – 4:14
17. "Undercover" - 3:56
18. "Somebody to Love - 4:56
19. "Now I See the True (Prelude)" - 0:51
20. "Crowd Control" (featuring Justin Timberlake) - 5:01
21. "Show Me" (featuring Timbaland) - 4:21
22. "Get Loose Tour" (Preview of the Live Album) - 2:58

## DVD
1. "Crowd Control" (featuring Justin Timberlake) (Music Video)
2. "Do It" (Music Video)
3. "Wait For You Extended Mix" (Music Video)
4. "Give It To Me" (featuring Timbalande Justin Timberlake) (Music Video)
5. "In God's Hands" (Music Video)
6. "Maneater" (Music Video)
7. "Promiscuous" (Music Video)
8. "All Good Things (Come to an End)" (Music Video)
9. "Say It Right" (Music Video)
10. "Try" (Music Video)